# City Slickers II: The Legend of Curly's Gold
City Slickers II: The Legend of Curly's Gold is een Amerikaanse komische westernfilm uit 1994 geregisseerd door Paul Weiland. Het is een sequel van de film City Slickers uit 1991.

## Verhaal
De film begint een jaar later dan zijn voorganger. Mitch, ondertussen een gescheiden vrijgezel,  heeft de stad verlaten en samen met Phil Berquist heeft hij een radiostation. Zijn broer Glenn teistert nog steeds het huishouden met zijn capriolen. Mitch heeft nachtmerries over de overleden cowboyleider Curly en denkt dat hij nog levende is te meer omdat hij in de trein een man spotte, die sterk gelijkt op Curly. 
Mitch vindt in de hoed van Curly een schatkaart lang geleden getekend door de treinrover Lincoln Washburn, maar er ontbreekt een hoek. Er zou sinds jaren een miljoen dollar in de woestijn nabij Las Vegas verborgen liggen. Die schat zou nu minstens 20 miljoen dollar waard zijn. Tijdens hun zoektocht maken ze van alles mee: een gedeelte van de kaart brandt af, Phil gelooft dat hij door een ratelslang werd gebeten, ze worden in een hinderlaag gelokt door twee cowboys. De man op de trein duikt op: hij is Duke, de tweelingbroer van Curly. Allen zijn op zoek naar de schat en uiteindelijk beslist de groep om de winst te delen. Mitch veroorzaakt een stampede waarbij ze de kaart en alle voorraden verliezen, maar door Glenn zijn geheugen vinden ze de schat. Het blijkt lood te zijn overschilderd met een goudachtige verf. Allen gaan naar huis behalve Duke die van mening is dat het echte goud ergens ligt.
Enige tijd later krijgt Mitch bezoek van Duke. Duke biecht op het missende stuk van de kaart te hebben waar de schat echt verborgen ligt sinds Lincoln deze verplaatste. Duke kreeg wroeging omdat hij nog een achterliggend plan had om de rest van de groep te misleiden. Daarom geeft hij Mitch een gouden staaf die na een test wel degelijk puur goud blijkt te zijn.

## Rolverdeling
| Acteur              | Personage                     |
| ------------------- | ----------------------------- |
| Billy Crystal       | Mitch Robbins                 |
| Daniel Stern        | Phil Berquist                 |
| Jon Lovitz          | Glen Robbins                  |
| Jack Palance        | Duke Washburn                 |
| Patricia Wettig     | Barbara Robbins               |
| Noble Willingham    | Clay Stone                    |
| Pruitt Taylor Vince | Bud                           |
| Bill McKinney       | Matt                          |
| David Paymer        | Ira Shalowitz                 |
| Josh Mostel         | Barry Shalowitz               |
| Lindsay Crystal     | Holly Robbins                 |
| Beth Grant          | Lois                          |
| Jayne Meadows       | moeder van Mitch (enkel stem) |
| Jennifer Crystal    |                               |
| Bob Balaban         | Dr. Jeffrey Sanborn           |

## Nominaties
| Westrijd                     | Categorie              | Ontvanger(s)  | Resultaat   | Ref.  |
| ---------------------------- | ---------------------- | ------------- | ----------- | ----- |
| Golden Raspberry Awards 1994 | Worst Remake or Sequel | Billy Crystal | Genomineerd | [ 1 ] |
| Stinkers Bad Movie Awards    | Worst Sequel           | Billy Crystal | Genomineerd |       |